# Anatoli Michailowitsch Granik
Anatoli Michailowitsch Granik (russisch Анатолий Михайлович Граник; * 10. März 1918 in Balta, Russisches Kaiserreich; † 17. April 1989 in Leningrad) war ein sowjetischer Filmregisseur.

## Laufbahn
Granik besuchte von 1936 bis 1939 das Moskauer Maschinenbauinstitut. Danach wechselte er zum Staatlichen All-Unions-Institut für Kinematographie und studierte dort bis 1943 unter Grigori Kosinzew. 1940 spielte der spätere Regisseur in der Sojusdetfilmproduktion Случай в вулкане (Slutschai w wulkane) eine Nebenrolle als Reporter. Während des Deutsch-Sowjetischen Krieges gehörte Granik der Opoltschenijeabteilung Moskaus an. 1944 übernahm ihn das Kinostudio von Swerdlowsk als Regieassistent, ein Jahr später wechselte er zu Lenfilm und verblieb dort bis zum Ende seiner Laufbahn.
Anfang der 1950er Jahre debütierte Granik mit zwei Dokumentationen und drehte anschließend bis 1983 zehn Spielfilme. Die meisten seiner Werke bedienten die Genres der Komödie und des Kinderfilms, internationale Verbreitung fand insbesondere Die Zwölf Monate (1973). Er trat auch dreimal als Drehbuchautor in Erscheinung, zuletzt mit dem Skript zu Умные вещи (Umnyje weschtschi, 1973), das auf einer Geschichte Samuil Marschaks basiert. 1978 erhielt Granik für Строгая мужская жизнь (Strogaja muschskaja schisn, 1977) die Dowschenko-Silbermedaille. Mit seinem Abschlusswerk Место действия (Mesto deistwija, 1983) adaptierte er den gleichnamigen Roman von Alexander Prochanow.
Granik starb 71-jährig in Leningrad und wurde auf dem dortigen Friedhof am Krematorium beigesetzt.

## Filmografie
- 1941: Случай в вулкане (Slutschai w wulkane) – als Darsteller
- 1944: Die Czardasfürstin (Silwa) – als Regieassistent
- 1950: Советская Татария (Sowetskaja Tatarija) (Dokumentarfilm)
- 1951: Советская Кабарда (Sowetskaja Kabarda) (Dokumentarfilm)
- 1953: Алёша Птицын вырабатывает характер (Aljoscha Ptizyn wyrabatywajet charakter)
- 1956: Viel Lärm um Maxim (Maxim perepeliza)
- 1959: Die Journalistin (Nasch korrespondent)
- 1962: Самые первые (Samyje perwyje)
- 1967: На диком брегe (Na dikom brege) – auch Drehbuch
- 1968: Источник (Istotschnik)
- 1973: Die Zwölf Monate (Dwenadzat mesjazew) – auch Drehbuch
- 1973: Умные вещи (Umnyje weschtschi) (Fernsehzweiteiler) – auch Drehbuch
- 1977: Строгая мужская жизнь (Strogaja muschskaja schisn)
- 1983: Место действия (Mesto deistwija) (Fernsehzweiteiler)